# Chaoite
La chaoite est un minéral décrit comme un allotrope du carbone et dont l’existence est controversée. Elle a été découverte dans des gneiss de graphite fondu par choc dans le cratère du Nördlinger Ries en Bavière. Elle est décrite comme légèrement plus dure que le graphite, avec des reflets allant du gris au blanc. De par sa figure de diffraction obtenue par diffraction électronique, le minéral est présenté comme ayant une structure de carbyne, le carbone acétylénique linéaire, un allotrope de carbone. Son existence a été mise en doute.